# Gemasih
Gemasih is een bestuurslaag in het regentschap Bener Meriah van de provincie Atjeh, Indonesië. Gemasih telt 342 inwoners (volkstelling 2010).